# Teatro nazionale di Sarajevo
Il Teatro nazionale di Sarajevo (in bosniaco e in serbo Народно позориште Сарајево?, Narodno pozorište Sarajevo; in croato Narodno kazalište Sarajevo) è stato fondato nel novembre 1921.
La cerimonia di apertura è stata guidata da Branislav Nušić, allora capo del dipartimento artistico del ministero dell'Istruzione. Il 9 novembre 1946 il Teatro dell'Opera di Sarajevo iniziò la sua attività artistica con la prima di La sposa venduta di Bedřich Smetana.
Anche il Balletto di Sarajevo fu fondato nel 1946, ma la sua prima esibizione indipendente, The Harvest di B. Papandopulo, fu rinviata al 25 maggio 1950. Questa performance ha segnato l'inizio del suo sviluppo professionale all'interno del Teatro nazionale.
L'edificio è stato progettato dall'architetto Karel Pařík, che ha progettato oltre 160 altri edifici a Sarajevo.